# Herman Li
Herman Li (Hongkong, 3 oktober 1976) is een Chinees-Brits musicus. Hij is de sologitarist, achtergrondzanger en producer van de metalband DragonForce.

## Biografie
Herman Li werd op 3 oktober 1976 geboren in Hongkong dat toen nog een Britse kroonkolonie was. Op elfjarige leeftijd verhuisde hij met zijn familie naar Frankrijk. Een paar jaar later verhuisde de familie opnieuw, naar Engeland. In 1999 richtte hij samen met gitarist Sam Totman en toetsenist Vadim Pruzhanov de metalband DragonForce op.

## Gitaren
Li gebruikt een Ibanez E-gen gitaar. Zijn model is gebaseerd op de S-series die uitkwamen in 2008. Deze gitaar is van een mahonie met veelal een flamed maple top. Hij gebruikte deze gitaar bij de opnames van het album Reaching Into Infinity (2017).

## Gebruiken tijdens optredens
Gitaren:
- Ibanez E-Gen - EGEN18 Herman Li Signature Model
- Ibanez Acoustics
- DiMarzio Pickups (HLM - Neck, Middle, Bridge)
- D'Addario Strings
- Ibanez Jem 7BSB
- Ibanez 540-S7

Effecten:
- Rocktron Prophesy II
- Rocktron All Access
- Rocktron MIDI Mate
- Source Audio Hot Hand
- MIDIjet Pro Wireless Midi System
- DigiTech Whammy 2
- Dunlop Cry Baby DCR-2SR
- Ibanez Weeping Demon
- Rocktron Patch Mate
- Rocktron Xpression
- Rocktron Intellifex XL
- Korg DTR-2000
- Fi Dorra Music Box
- DigiTech HarmonyMan

Versterkers:
- Marshall 120 WT head
- Marshall 4x12 cabinets
- Mesa Boogie Stereo 2:Fifty
- Peavey 4x12 Straight cabinets
- Laney LA 65D